# 張始均
张始均（5世纪？—519年），字子衡，清河郡东武城县（今河北省故城县）人，南北朝北魏官员、学者，张彝的儿子。

## 生平
张始均为人正直清廉，喜好学问，富有文才。起初担任司徒行参军，后转任著作佐郎。凭借父亲在魏孝文帝时期的旧功，张始均被魏宣武帝任命为左民郎中，后在兼任郎中的情况下转任员外散骑常侍。张始均将陈寿的《魏志》改写成编年体，广泛增补各种异闻，整理成三十卷。此外，他还著有《冠带录》及数十篇赋，但这些作品都已失传。延昌四年（515年），冀州、瀛州爆发大乘之乱，朝廷派遣都督元遥镇压。当时有很多人被杀害，堆积的尸体达数万具。张始均以郎中身份在行台任职，根据首级的重量来计量军士的功绩。经检验后的数千个首级，在张始均的指示下被焚烧成灰烬。神龟二年（519年）二月庚午日，一千多名羽林军焚烧了张彝的府邸，并殴打张彝。张始均为保护父亲而遭殴打，随后被活活扔进火中烧死。他被追赠乐陵郡太守，谥号孝。

## 子女
- 张暠之，继承了平陆侯的爵位，东魏武定年间担任开府主簿，北齐建立后，降爵
- 張晏之